# Adam Biskupski
Adam Biskupski z Rudnik herbu Lis (zm. w 1667 roku) – starosta wieluński w latach 1657–1667, dworzanin królewski, dzierżawca ekonomii samborskiej w 1665 roku.
Syn kasztelana spicymirskiego Andrzeja, żonaty z Jadwigą Zebrzydowską.
Jako dworzanin królewski podpisał z ziemią wieluńską elekcję Jana II Kazimierza Wazy. Poseł sejmiku wieluńskiego na sejmy 1658, 1659 i 1661 roku. W 1667 roku zapisał m.in. miasto Jordanów i wsie Spytkowice, Wysoka podkanclerzemu Andrzejowi Olszowskiemu.